# Giacomo Cordella
Giacomo Cordella (25. července 1786 Neapol – 8. května 1847 tamtéž) byl italský hudební skladatel.

## Život
Giacomo Cordella studoval v Neapoli na konzervatoři Reale Collegio della Musica, která vznikla sloučením dosavadních tří neapolských konzervatoří Conservatorio di Sant'Onofrio a Porta Capuana, Conservatorio della Pietà dei Turchini a Conservatorio di Santa Maria di Loreto. Jeho učiteli byli Fedele Fenaroli a Giovanni Paisiello. V roce 1804 zkomponoval svou první veřejně uvedenou skladbu, kantátu La Vittoria dell'Arca contro Gerico.
Na Paisielliho přímluvu získal možnost uvést v Benátkách svou první operu Il ciarlatano ossia I finti savojardi. Opera měla úspěch a záhy byla uvedena i v dalších městech severní Itálie včetně Milána, Turína a Padovy. V dalších letech působil převážně v Neapoli, kde byl oceňován zejména pro své buffo-opery. Největší úspěch sklidila opera Una follia, uvedená v Neapoli v roce 1813. Jeho vážné opery již takový úspěch neměly. Kromě oper komponoval Cordella i chrámovou hudbu.

## Dílo

### Opery
- Il ciarlatano ossia I finti savojardi (farsa per musica, libreto Luigi G. Buonavoglia, 1804 Benátky; 1809 Neapol)
- L'albergatrice scaltra (1807 Neapol)
- L'isola incantata (farsa, libreto Carlo Goldoni, 1809 Neapol)
- Annibale in Capua (dramma per musica, libreto G. Rossetti, 1809 Neapol)
- Una follia (commedia per musica, libreto Andrea Leone Tottola, 1813 Neapol)
- L'avaro (commedia per musica, libreto Giuseppe Palomba, 1814 Neapol)
- L'azzardo fortunato (commedia per musica, libreto Tottola, 1815 Neapol)
- Il contraccambio (libreto Cesare Sterbini, 1819 Řím)
- Lo scaltro millantatore (commedia per musica, libreto Giuseppe Palomba, 1819 Neapol)
- Lo sposo di provincia (dramma giocoso per musica, libreto Giovanni Schmidt, 1819 Řím)
- Il castello degli invalidi (farsa, 1823 Neapol)
- Il frenetico per amore (melodramma, 1824 Neapol)
- Alcibiade (azione eroica, libreto Luigi Romanelli, 1825 Benátky)
- Gli avventurieri (melodramma giocoso, libreto Felice Romani, 1825 Milán)
- La bella prigioniera (opera buffa, 1826 Neapol)
- Il marito disperato (commedia giocosa per musica, libreto Andrea Passaro 1833 Neapol)
- I due furbi (commedia giocosa per musica, libreto Antonio Palomba, 1835 Neapol)
- Matilde di Lanchefort (melodramma storico, libreto A. Passaro, 1838 Neapol)
- Le nozze campestri (dramma per musica, pasticio, libreto Giovanni Schmidt, 1841 Neapol)
- L'abitator delle rupi

### Jiné skladby
- La Vittoria dell'Arca contro Gerico (kantáta)
- jednotlivé árie do oper Domenica Cimarosy Il fanatico burlato (1808 Neapol) a L'amor marinaro ossia Il corsaro Josepha Weigla (1819 Neapol)
- L'allievo della natura (balet)